# La Eva futura
La Eva futura (L'Ève future) es una novela de ciencia ficción simbolista escrita por el autor francés Auguste Villiers de l'Isle-Adam. Iniciado en 1878 y publicado originalmente en 1886, la novela es conocida por popularizar el término «androide».

## Personajes
- Thomas Edison
- Lord Ewald.
- Alicia, la novia de Ewald.
- Hadaly, una mujer mecánica construida por Edison.
- Sowana, asistente mística de Edison.
- Mr. Anderson, un antiguo conocido de Edison.
- Miss Evelyn, una joven que seduce a Anderson.
- Mrs. Anderson, la esposa del Sr. Anderson.

## Sinopsis
El joven Lord Ewald se enamora de una mujer hermosa pero poco inteligente. Para reemplazar esta mujer en el corazón del joven, el ingeniero Thomas Edison fabrica una Androide (o mejor dicho una Ginoide) que se parece físicamente al modelo ideal de ser humano de Lord Ewald, pero que a diferencia de la mujer de carne y hueso de la que se ha enamorado es espiritualmente superior.

## Análisis
Esta obra está considerada como una de las obras fundacionales de la ciencia ficción. Sin embargo, aunque la descripciones presentes en La Eva Futura sobre la mecánica y funcionamiento de Hadaly (la ginoide) suenan muy técnicas, el propio De Villiers reclamó la no exactitud del proceso, con el fin de criticar el hábito de los científicos de la época de expresarse en una jerga incomprensible para los demás, aun cuando estos supieran manejar bien el idioma.
Este libro es también el primer libro de la historia en utilizar la palabra "androide" (o Andreid) en su acepción actual. Un caso muy parecido es el libro R.U.R. (Robots Universales Rossum) del checo Karel Čapek en el que se nombra por primera vez la palabra Robot que proviene de la palabra checa robota que significa trabajo forzado o en servidumbre.

## Crítica
La Eva Futura ha sido denominada como "igualmente impresionante" por su experimentación literaria y su misoginia virulenta. También se ha discutido como un texto clave en el movimiento decadente, como un comentario importante sobre las ideas sociales y culturales de la "histeria" en relación con el trabajo de Jean-Martin Charcot, y como una importante obra de ciencia ficción del siglo XIX

## En la cultura popular
La película de Mamoru Oshii Ghost in the Shell 2: Innocence abre con una cita de La Eva Futura:
"Si nuestros dioses y esperanzas no son nada más que fenómenos científicos, entonces se puede decir que nuestro amor es también científico"
Hadaly es también el nombre designado al modelo de ginoide que es el centro de la película.